# 李永林
李永林（1967年—），汉族，广西临桂人，中华人民共和国政治人物、第十二届全国人民代表大会广西地区代表。
毕业于华东理工大学化学工艺专业。加入中国共产党。2013年，担任全国人大代表。2018年1月，当选第十三届全国政协委员。
2024年12月31日，任命为中国地震局副局长。